# Interferòmetre de camp warp de White-Juday

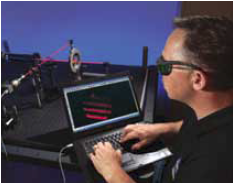
Harold White.

L''Interferòmetre de camp warp de White-Juday és un experiment de deformació de l'espai que s'ha proposat per detectar un cas microscòpic d'una deformació de l'espaitemps, que es pot donar lloc al desenvolupament posterior d'una unitat de la bombolla warp d'Alcubierre si un es pot crear. Grups de recerca al Centre Espacial Johnson de la NASA i de la Universitat Estatal de Dakota n'estan investigant.

## Motivació per a l'experiment
Un grup d'investigació de la NASA pretén actualment en fer una avaluació experimental de diversos conceptes, especialment una topologia redissenyada de densitat d'energia, així com una implicació de la teoria de la cosmologia brana. Si l'espai en realitat havien de ser incrustat en dimensions superiors, les necessitats d'energia es podrien reduir de manera espectacular i una petita densitat comparativa d'energia ja es podrien portar a una mesurable (és a dir, utilitzant un interferòmetre) la curvatura de l'espaitemps. El marc teòric per a l'experiment es remunta del treball de Harold White de 2003, així com el treball de White i Eric W. Davis de 2006 que es va publicar a l'American Institute of Physics, on també considera com a bariònica qüestió podria, almenys matemàticament, adoptar les característiques de l'energia fosca (vegeu la secció següent). En el procés, que descriuen com una densitat d'energia positiva toroïdal pot resultar en una regió de pressió negativa esfèrica, possiblement eliminant la necessitat de matèria exòtica real.

## Marc teòric
L'indicador derivat per Alcubierre va ser motivat matemàticament per la inflació còsmica.

## Experiment interferòmetre
El dispositiu original proposat per White després de trobar les possibilitats de disminució d'energia (vegeu marc teòric) és una versió modificada de la interferòmetre de Michelson que utilitza un feix de làser d'heli-neó de λ = 633 nm. El feix es divideix en dues trajectòries, amb el dispositiu de deformació de l'espai col·locat a o a prop d'una trajectòria del feix. La deformació de l'espai seria induir un desplaçament de fase relatiu entre els feixos dividits que haurien de ser detectables, a condició que la magnitud del desplaçament de fase creat pel canvi en la longitud de la trajectòria aparent és suficient. Mitjançant l'ús de processament del senyal analític 2D, la magnitud i la fase del camp es pot extreure per a l'estudi i la comparació amb els models teòrics. Els investigadors primer van tractar de veure si la deformació de l'espai per l'energia del camp elèctric d'una molt alta tensió (fins a 20 kV) d'un anell de (0,5 cm de radi) de condensadors ceràmics, es va poder detectar la dielèctrica high-k de titanat de bari. Després de les primeres proves de l'experiment va ser traslladat a un laboratori aïllat sísmicament a causa de l'alta interferència que ja va ser causat per la gent que caminava fora de l'habitació. Els objectius actuals són augmentar la sensibilitat de fins a centèsimes d'una longitud d'ona i aplicar el camp oscil·lant amb la finalitat d'obtenir resultats definitius.

### Resultats
White va anunciar els primers resultats del seu experiment interferòmetre en una conferència d'espai el 2013. Segons White, aquests resultats van mostrar una diferència de fugida però no zero entre estats carregats i no carregats després del tractament del senyal, però aquesta diferència no són concloents a causa de la interferència externa i els límits en el processament computacional.

## Investigació de la velocitat warp i el potencial per a la propulsió interestel·lar
L'equip d'investigació de la NASA ha postulat que les seves troballes podrien reduir les necessitats energètiques d'una nau espacial macroscòpica que es mou a deu vegades la velocitat de la llum des l'equivalent de massa-energia del planeta Júpiter a la de la nau espacial Voyager 1 (~ 700 kg) o menys. En aprofitar la física de la inflació còsmica, les futures naus espacials elaborades per satisfer les lleis d'aquestes equacions matemàtiques realment podrien ser capaces d'arribar a algun lloc inimaginablement ràpid – i sense efectes adversos. A més, el físic i el EarthTech CEO Harold E. Puthoff va explicar que, contràriament a la creença generalitzada, fins i tot a la llum molt desplaçada cap al blau vist a bord d'una nau espacial no seria fregida la seva tripulació, està banyada per una forta llum ultraviolada i raigs X.No obstant això, seria perillós perquè ningú el vegi volant a prop.

## Galeria

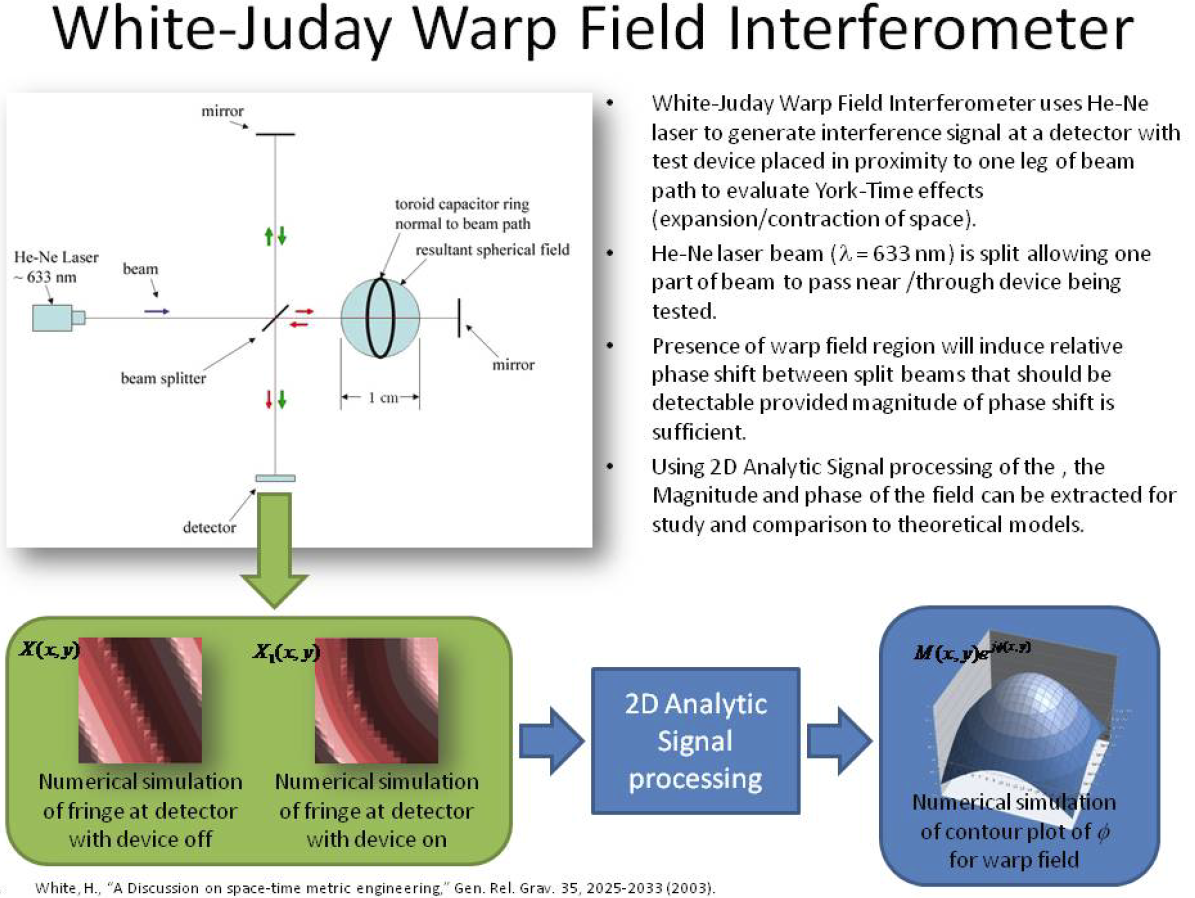
Descripció del procés de l'interferòmetre de camp warp de White-Juday.
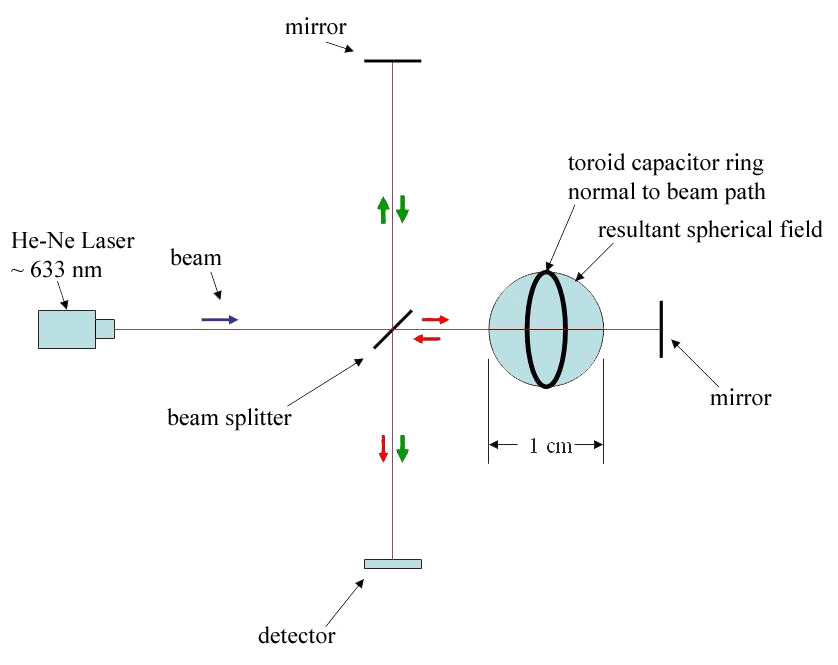
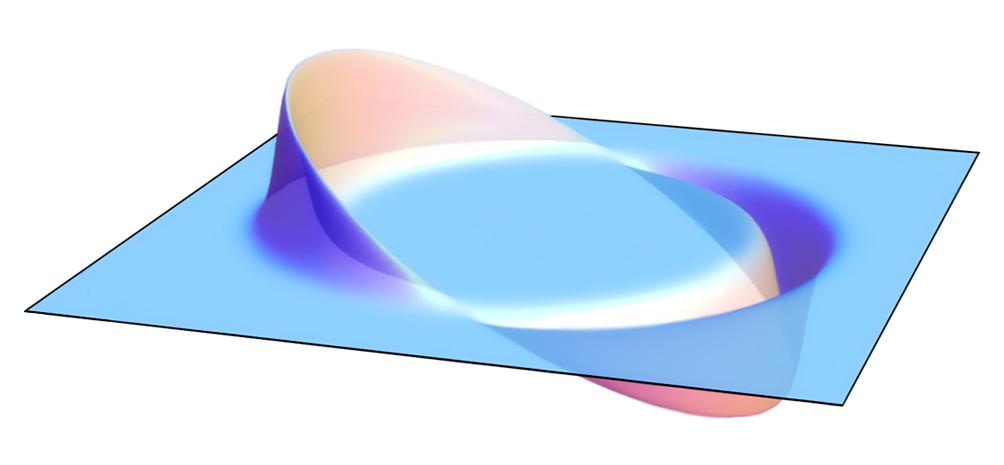
Visualització del temps York, una mesura de la curvatura de l'espaitemps. L'alçada positiva correspon a l'expansió espacial, l'alçada negativa a la contracció. La regió central correspon a l'espaitemps pla.
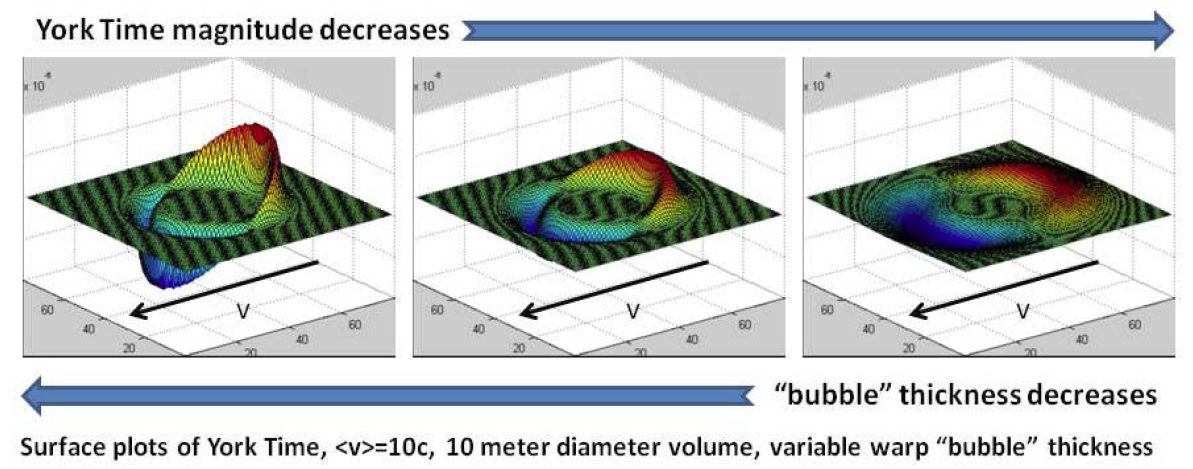
Representacions gràfiques de superfície dels efectes del temps York que mostren l'expansió o contracció de l'espai. Aquesta mostra el canvi relatiu en la densitat d'energia per a diversos gruixos de paret de la bombolla warp.

## Reacció dels mitjans de comunicació
La investigació sobre aquest dispositiu i altres dispositius proposats és notable com el butlletí original del centre de la NASA i presentacions posteriors en una conferència de la NASA finançament detallat d'investigació en conceptes avançats de la NASA
i en aquest cas particular, a la feina proposada per Miquel Alcubierre, els efectes físics que tenen les aplicacions potencials als viatges espacials. A més, aquests comunicats de premsa inclouen els investigadors descripcions entusiastes dels potencials amb declaracions com:'... si bé aquesta seria una molt modesta creació d'instàncies d'aquest fenomen, seria probable que sigui un moment de la pila Chicago per aquesta àrea de recerca...' butlletins diversos de tecnologia espacial i les organitzacions de la societat l'espai han difós encara més aquestes afirmacions. En el bloc de Keith Cowing NASA Watch questions the oversight of this line of research by NASA i va demanar una explicació. Un altre periodista diu que malgrat un motor warp a la pràctica està molt lluny, els seriosos esforços per aprendre'n el que s'estan duent ara a terme. En segon lloc, el simposi 100 Year Starship, White va dir a Space.com, "Estem tractant de veure si podem generar un molt petit exemple d'això en un experiment de la taula", el projecte és un "humil experiment", però va dir que representa un primer pas prometedor, "Els resultats que presenten avui, canvia poc la pràctica a la investigació més plausible i digne".